# Severin Pfalz
Severin Pfalz (10. listopadu 1796 Cheb – po roce 1846) byl německý malíř, narozený v Čechách, působící v Čechách a na Moravě.

## Život a dílo
Narodil se v rodině Thomase Pfalze, chebského malíře miniatur a jeho manželky Rosiny, rozené Winiklerové.

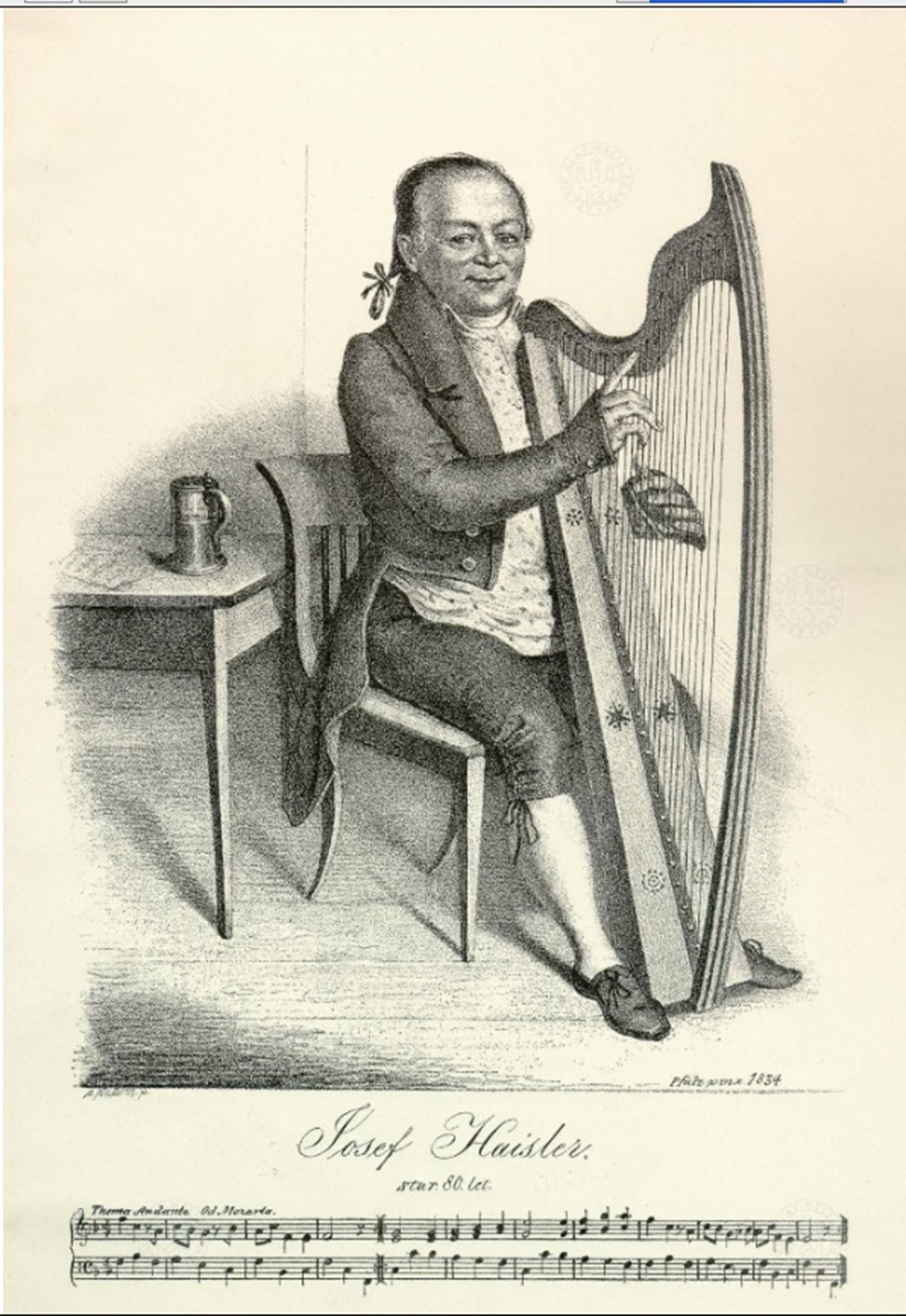
Harfeník Josef Haisler, litografie podle portrétu Severina Pfalze

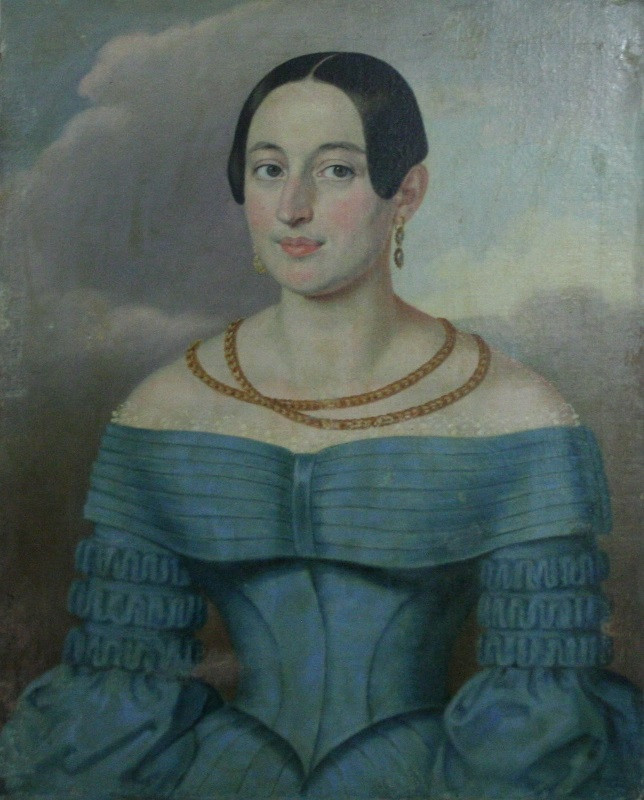
Severin Pfalz: Ženský portrét v bleděmodrém šatu (1841), Moravská galerie v Brně

Po studiích na pražské Akademii pobýval tři roky v Římě, po návratu se v roce 1832 usadil v Praze.
- V roce 1834 portrétoval harfeníka Josefa Haislera (Häuslera), obraz je znám z grafického listu M. Perlmuttera.[3]

Nejpozději od roku 1843 žil v Opavě, kde během tří let vytvořil na 120 portrétů. 
Tisk též zaznamenal Pfalzovo působení v Opavě a okolí:
- Namaloval obraz svatého Mikuláše pro kostel v Jindřichově ve Slezsku (Hennersdorf).
- Pro kostel svatého Jana Křtitele ve Skřipově v roce 1846 vytvořil oltářní obraz jeho patrona.[6][4]
- Dva nesignované, pravděpodobně protějškové portréty jsou ve vlastnictví Moravské galerie v Brně.[7]
- Další portréty - miniatury (kvaš na kartonu, kvaš slonovině) a motiv krajiny s Travenským jezerem u Gmundenu se objevily v aukcích.[8]

### Rodinný život
Alois Pfalz byl ženat s Terezií, rozenou Borofkovou (Borovkovou), která pocházela z Brlohu v okrese Český Krumlov; opavské matriky zaznamenávají narození dětí: Elisabeth (1843–1849), dvojčata Mathias a Maria (*† 1845), Anna (* 1846). První tři děti zemřely předčasně.

## Zajímavost

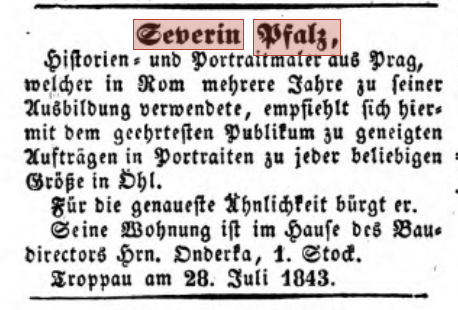
Severin Pfalz, inzerát 1843

O smyslu Severina Pfalze pro komerční uplatnění svědčí jeho inzeráty v tisku, které zveřejňoval v tisku v roce 1832 v Praze a od roku 1843 v Opavě.